# Ryūichi Kihara
Ryūichi Kihara ( (木原 龍一?, Kihara Ryūichi); Tōkai, 22 agosto 1992) è un pattinatore giapponese.  Con la sua compagna di pattinaggio, Riku Miura, ha vinto la medaglia d'oro mondiale nel 2023 e nel 2025 e la medaglia d'argento nel 202 e nel 2024. Nella finale del Grand Prix 2022 ha vinto la medaglia d'oro nel 2022 e la medaglia d'argento nel 2024. Ha vinto due ori (2023 e 2025) e un argento (2024) L CampionatO dei Quattro continenti e tre medaglie d'oro nelle gare del circuito Grand Prix. Con Miura ha vinto due volte il Campionato nazionale giapponese, nella stagione 2019-20 e nella stagione 2024-25. La coppia ha anche vinto la medaglia d'argento nella gara a squadre durante le Olimpiadi invernali del 2022.
In precedenza Kihara ha gareggiato con Narumi Takahashi e Miu Suzaki, rappresentando il Giappone rispettivamente alle Olimpiadi invernali del 2014 e del 2018. Con entrambe le partner ha vinto due volte il Campionato nazionale giapponese.
Come pattinatore di singolo, ha vinto due medaglie di bronzo nello Junior Grand Prix e la medaglia d'argento al Campionato giapponese Junior nella stagione 2010-11.

## Palmarès
GP: Grand Prix; CS: Challenger Series; JGP: Junior Grand Prix

### Coppie con Miura

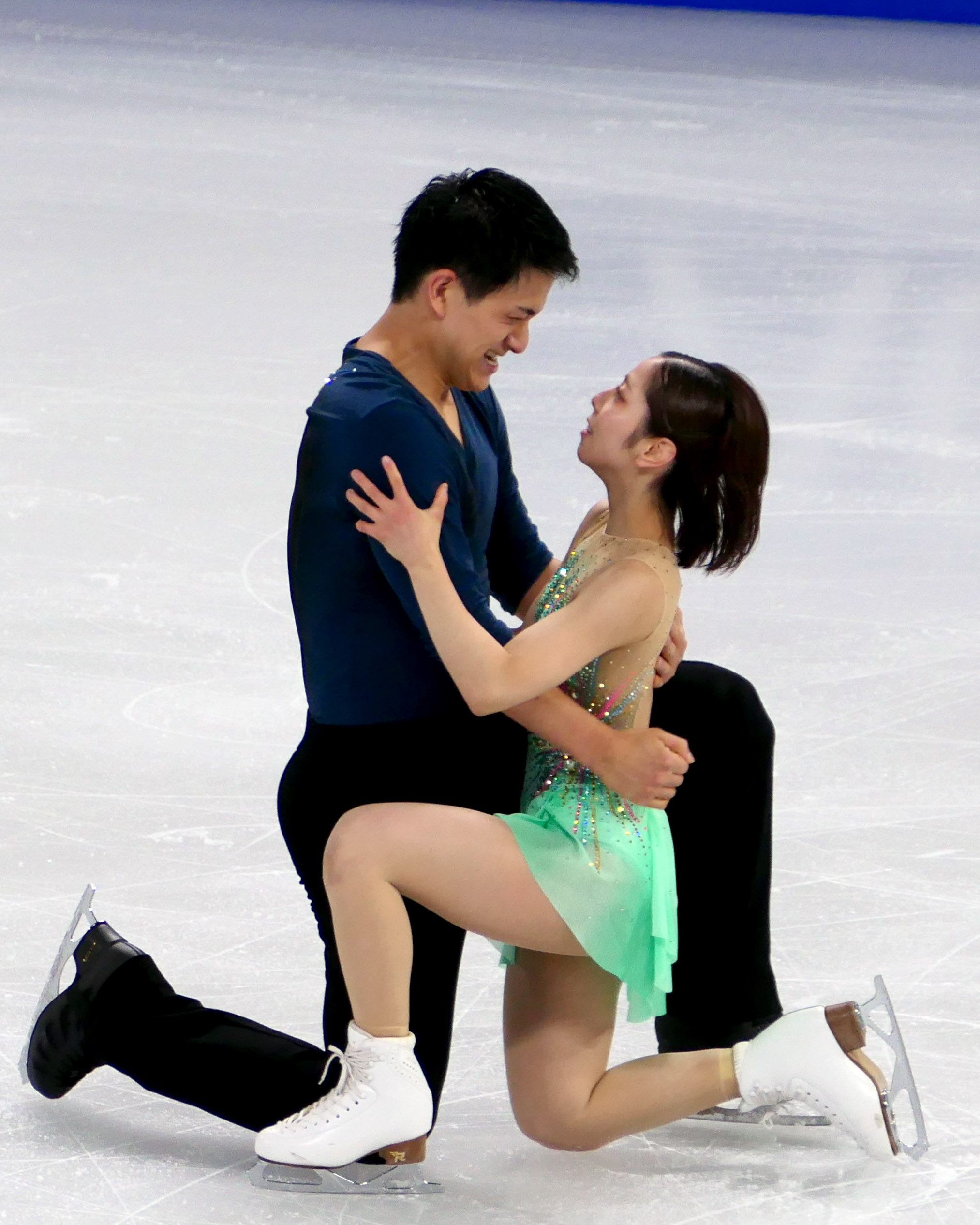
Miura e Kihara al Campionato del mondo nel 2024.

| Internazionali | Internazionali | Internazionali | Internazionali | Internazionali | Internazionali | Internazionali |
| Evento | 2019–20        | 2020–21        | 2021–22        | 2022–23        | 2023-24        | 2024-25        |
| --- | -------------- | -------------- | -------------- | -------------- | -------------- | -------------- |
| Giochi olimpici invernali |                |                | 7°             |                |                |                |
| Campionati mondiali | C              | 10°            | 2°             | 1°             | 2°             | 1°             |
| Campionati dei Quattro continenti | 8°             | C              |                | 1°             | 2°             | 1°             |
| GP Finale |                |                | C              | 1°             |                | 2°             |
| GP NHK Trophy | 5°             |                | 3°             | 1°             | R              | 2°             |
| GP Skate America |                |                | 2°             |                | R              | 1°             |
| GP Skate Canada |                | C              |                | 1°             |                |                |
| CS Autumn Classic International |                |                | 1°             |                | 2°             |                |
| CS Lombardia Trophy |                |                |                |                |                | 2°             |
| Nazionali |                |                |                |                |                |                |
| Campionati giapponesi | 1°             |                | R              | R              | R              | 1°             |
| Eventi a squadre |                |                |                |                |                |                |
| Giochi olimpici invernali |                |                | 2º S           |                |                |                |
| World Team Trophy |                | 3° S 3° P      |                | 3° S 2° P      |                | 2° S 1° P      |
| R = Ritirati; C = Evento cancellato S = Risultato della squadra; P = Risultato personale. Medalglie assegnate solo per il risultato della squadra. |                |                |                |                |                |                |

### Coppie con Suzaki
| Internazionali                            | Internazionali | Internazionali | Internazionali | Internazionali |
| Evento                                    | 2015–16        | 2016–17        | 2017–18        | 2018–19        |
| ----------------------------------------- | -------------- | -------------- | -------------- | -------------- |
| Giochi olimpici invernali                 |                |                | 21°            |                |
| Campionati mondiali                       |                |                | 24°            | R              |
| Campionati dei Quattro continenti         |                | 13°            | 8°             | R              |
| GP della Finlandia                        |                |                |                | 8°             |
| GP NHK Trophy                             |                |                | 8°             | 8°             |
| CS Finlandia Trophy                       |                |                |                | 10°            |
| Asian Open Trophy                         |                | 3°             | 2°             |                |
| Nazionali                                 |                |                |                |                |
| Campionati giapponesi                     | 3°             | 2°             | 1°             | 1°             |
| Eventi a squadre                          |                |                |                |                |
| Giochi olimpici invernali                 |                |                | 5° S           |                |
| S = Risultato della squadra; R = Ritirati |                |                |                |                |

### Coppie con Takahashi
| Internazionali                    | Internazionali | Internazionali |
| Evento                            | 2013–14        | 2014–15        |
| --------------------------------- | -------------- | -------------- |
| Giochi olimpici invernali         | 18°            |                |
| Campionati mondiali               | 17°            | 19°            |
| Campionati dei Quattro continenti |                | 10°            |
| GP Rostelecom Cup                 |                | 7°             |
| GP NHK Trophy                     |                | 7°             |
| Cs Nebelhorn Trophy               |                | 7°             |
| Lombardia Trophy                  | 7°             |                |
| Nebelhorn Trophy                  | 11°            |                |
| Nazionali                         |                |                |
| Campionati giapponesi             | 1°             | 1°             |
| Eventi a squadre                  |                |                |
| Giochi olimpici invernali         | 5° S           |                |
| S = Risultato della squadra       |                |                |

### Competizioni individuali
| Internazionali                       | Internazionali | Internazionali | Internazionali | Internazionali | Internazionali | Internazionali | Internazionali | Internazionali | Internazionali | Internazionali | Internazionali |
| Evento                               | 2002–03        | 2003–04        | 2004–05        | 2005–06        | 2006–07        | 2007-08        | 2008-09        | 2009-10        | 2010-11        | 2011-12        | 2012-13        |
| ------------------------------------ | -------------- | -------------- | -------------- | -------------- | -------------- | -------------- | -------------- | -------------- | -------------- | -------------- | -------------- |
| Challenge Cup                        |                |                |                |                |                |                |                |                |                | 7°             |                |
| Internazionali: Junior               |                |                |                |                |                |                |                |                |                |                |                |
| Campionati mondiali                  |                |                |                |                |                |                |                |                | 10°            |                |                |
| JGP Austria                          |                |                |                |                |                |                |                |                | 10°            |                |                |
| JGP Bielorussia                      |                |                |                |                |                |                |                | 9°             |                |                |                |
| JGP Estonia                          |                |                |                |                |                |                |                |                |                | 4°             |                |
| JGP Germania                         |                |                |                |                |                |                |                |                | 3°             |                |                |
| JGP Polonia                          |                |                |                |                |                |                |                |                |                | 3°             |                |
| Giochi invernali della nuova Zelanda |                |                |                |                |                |                |                | 2° J           |                |                |                |
| Nazionali                            |                |                |                |                |                |                |                |                |                |                |                |
| Campionati giapponesi                |                |                |                |                |                |                |                |                | 12°            | 12°            | 12°            |
| Campionatigiapponesi junior          |                |                | 28°            |                | 17°            | 16°            | 9°             | 8°             | 2°             | 3°             |                |
| Campionati giapponesi novice         | 6° B           | 1° B           | 3° A           | 9° A           |                |                |                |                |                |                |                |
| J = Junior; N = Novice               |                |                |                |                |                |                |                |                |                |                |                |